# 御白樣
御白樣（日语：おしら様、おしらさま、お白様、オシラ様、オシラサマ）也可譯作養蠶神，乃日本東北地方的民間信仰，一般將之視為蠶之神、馬之神、農業之神。信奉該神祇的信徒分布範圍頗廣，茨城縣、青森縣、岩手縣等地皆有，甚至九州宮城縣北部也有。各地的稱呼不一，另有御白神（オシラガミ）、御白佛（オシラホトケ）、カノキジンジョウ（桑木製成之人偶）等別名。

## 淵源由來

### 馬與女孩的婚姻故事
日本東北地方流傳著關於御白樣的愛情悲劇故事：相傳以前有戶農家的女兒和家裡飼養的馬互動關係良好，甚至後來結親。父親知道此事後發火，一怒之下殺了那匹馬，並吊掛在樹枝上。女兒擁著馬的屍體哭泣，父親更加生氣，遂砍下馬首。女兒見狀跳上馬首，一起飛往天空，這便是御白樣的由來。民間故事傳說收集家佐佐木喜善所著作的《聽耳草紙》更提到，女兒回來向雙親託夢，教導他們將蠶置於容器中並餵食桑葉，使之吐絲生線，成為養蠶的起源。這解釋了為何御白樣一個是馬首、另一個是女孩頭，而且也被視為蠶之神、馬之神。

### 青森縣的口傳故事
青森縣西部的津輕地方有個代代口耳相傳的故事：從前有個盲人夜宿在鞍部的空房子裡，因為無聊獨自一人唱着歌。突然聽到有個女人跟著唱和，拂曉之際女人自稱名叫「風箏」，並自我介紹了一番，後來她的聲音再也沒有出現。天亮後盲人回到山下的村落，對村人講起昨夜的事情後就死了。忽然「風箏」也現身，對村人說凡是聽到她的事的人都必須死，而且要沉死在村裡的沼澤中。心生恐慌的村人們遂在鞍部周遭以鐵柵圍起來，讓「風箏」無法回到鞍部。後來那個女人也死了，並且化成一條蛇。村人們便祭拜盲人和「風箏」，他們便成為後來的御白樣。

## 解說
製作御白樣的神像，先取30公分左右的桑木，繪製男女面容或馬首後再進行雕刻，再覆上多層布製的衣服。也有穿上貫頭衣，且頭部另外有個布包巾的御白樣神像。通常家家戶戶將之供奉於房子的神棚或凹間，大多為男與女、馬與女孩或者馬與男等兩神一組的形式。根據史書記載，現存最古老的御白樣神像位於青森縣九戶郡種市町（現改稱洋野町），為大永5年（1525年）所製。其次是位於岩手縣下閉伊郡新里村及同郡的川井村（現併入宮古市），乃天正2年（1574年）所製。
祭祀御白樣的日子稱作「命日（（日語）めいにち）」，乃農曆1、3、9月的16日。命日當天，先在神棚裡擺上神饌祭品，接著替兩神一組的神像重新換上新衣裳（此儀式叫做「（日語）オセンダク」），再請女性長輩吟唱「御白祭文」（內容描述養蠶的緣由），且由同家族的少女持著神像四處走動，所以祭祀御白樣由同一家族的女性擔任。有些地方的祭祀活動由盲眼的巫女或潮來參與，巫女將御白樣神像拿在手裡，一邊詠唱經文一邊跳舞。祭拜完畢則持著神像四處走動。此外，位於青森縣弘前市坂元的久渡寺則在5月15日舉行「大白羅講」的祭祀活動。
手持二神一組的御白樣神像四處走動時所吟詠的經文，內容具有「金滿長者物語」、「滿能長者物語」、「栴檀栗毛」、「岩木山一代記」等辭句，據說跟坂上田村麻呂相關的猿賀神社有點淵源。由潮來擔任主祭時，通常會一面口誦經文、一面揮打手中的御白樣神像，狀似「起乩」（神明上身）。
雖然御白樣誕生的背景源於山神信仰，但相傳祂亦可以保護孩童、馬（畜牧業）、蠶（紡織業）、婦女病治癒、農耕等。另外根據民俗學者柳田國男在《遠野物語拾遺》中指出，東北地方的獵人上山打獵前為了探知哪座山可得到好收穫，雙手持握御白樣神像在原地轉圈後，以馬首面向之90度為前進方向。另外，傳說御白樣也有預知火災、地震的能力。《遠野物語拾遺》亦稱御白樣為「鉤佛」（（日語）かぎぼとけ），因為正月16日拜請御白樣出來四處走動時，可以趁機詢問家中孩童來年的吉凶，這種典故來自中國《搜神記》、《神女傳》等書。
祭祀御白樣有許多禁忌，譬如祭品裡不得有雙腳、四腳動物的肉或蛋、罹患重大疾病的病患祭拜御白樣的話會立刻臉歪嘴斜（吃完肉類後立刻祭拜者亦同）等。還有，祭祀御白樣必須心意虔誠，一直延續祭祀下去。中途停止祭拜、或者準備粗糙的供品都是觸犯大忌。

## 其他
- 岩手縣遠野市的觀光景點傳承園（日语：伝承園）（（日語）でんしょうえん）裡有一座御蠶神堂（（日語）御蚕神堂、おしらどう），內有千餘座御白樣的神像展示給遊客參觀[10]。
- 關於御白樣的圖像資料，可參考網野善彥、小澤昭一、宮田登、大隅和雄、服部幸雄、山路興造共同編集的《大系 日本歴史と芸能 第11巻／形代、傀儡、人形》（平凡社ビデオブック，1991年），收錄了許多御白樣的珍貴影像資料。
- 此外，動畫電影《神隱少女》（（日語）千と千尋の神隠し）裡，也有一個以蘿蔔擬人化的御白樣角色。

## 內部連結
- 遠野物語
- 蠶女：與御白樣類似的中國女神[11]。

## 外部連結
- （日語）オシラサマのミステリー （页面存档备份，存于）
- （日語）オシラサマ （页面存档备份，存于）
- （日語）おしらさま/岩手県遠野市／伝説
- （日語）『おしらさま』信仰